# Mark Fergus i Hawk Ostby
Mark Fergus i Hawk Ostby són guionistes més coneguts pel seu treball a Children of Men (pel qual van ser nominats a l'Oscar al millor guió adaptat) i Iron Man. Els seus altres treballs inclouen First Snow, que també és la primera obra dirigida per Fergus, i Cowboys & Aliens.
Són els creadors i productors executius de la sèrie de televisió The Expanse, que va debutar a Syfy el desembre de 2015 i finalitza les seves sis temporades a Amazon Prime Video  el 14 de gener de 2022.